# Еранина, Елена Олеговна
Елена Олеговна Еранина (род. 8 марта 1995 года; Муром) — российская конькобежка, 7-кратная чемпионка и многократная призёр чемпионата России, 2-кратная обладатель Кубка России. Мастер спорта России (2013). Мастер спорта России международного класса. Выступает за ЦОВС (Коломна), СДЮСШОР «Комета» (Коломна).

## Биография
Родилась в Муроме, где и начала кататься на коньках. С 4-го класса Лена занималась русскими народными танцами, а когда училась в 5-м классе, 11-летнюю девочку привела в секцию конькобежного спорта первый тренер, а по совместительству и соседка по дому Елена Дмитриевна Фролова. Со слов тренера, поначалу сложно было заметить в девочке талант, но неутомимая природная энергия и талант не заставили себя долго ждать. Два года она совмещала танцы с конькобежным спортом.
В 7 классе Лена разорвала связку на танцах, и мама настояла на том, чтобы она выбрала что то одно. В коньках у неё появились медали и она выбрала конькобежный спорт. В течение 7-ми лет она усердно тренировалась в МБУ «СШООР имени А. А. Прокуророва» при поддержке её мамы Татьяны, ставя перед собой цели и достигая их. С 2011 года участвовала в юниорских чемпионатах России. Первым крупным успехом муромской конькобежки была победа на этапе Кубка России среди юниоров в октябре 2012 года в забеге на 1000 метров.
Следующей зимой участвовала в Кубке мира среди юниоров, но значимых успехов не было. В марте 2013 года выиграла «бронзу» в многоборье на зимних Студенческих играх. В 2013 году 18-летняя спортсменка переехала в Коломну, где поступила в Государственный социально-гуманитарный университет и стала
тренироваться под руководством тренера Владимира Рубина. В феврале 2014 года выиграла юниорское первенство страны и отобралась на чемпионат мира среди юниоров, где заняла 4-е место в командной гонке.
Сезон-2014/2015 сложился не так удачно. Елена вышла из юниорского возраста и дебютировала среди взрослых. Стабильно попадая в шестёрку, она никак не могла подняться на пьедестал. Только в марте 2015 года смогла финишировать второй на 1000 метров в финале этапа Кубка России. Через год Еранина выступала на IV зимней Всероссийской Универсиаде и была третьей в забеге на 1000 метров. В феврале 2016 года на III зимней Спартакиаде России она одержала победу в забеге на 1500 метров. Вскоре из-за пропуска трёх допинг-тестов Елену дисквалифицировали, и сезон-2016/2017 пришлось пропустить.
Вернулась спортсменка в сентябре 2017 года. В декабре заняла лучшее 8-е место в забеге на 3000 метров на чемпионате страны. В феврале 2018 года была победа в забеге на 3000 метров и 2-е место на 1500 метров на V зимней Всероссийской Универсиаде в Челябинске, которая позволила отобраться на IV чемпионат мира среди университетов FISU. Там Еранина стала второй на 1500 и третьей на 3000 метров, а в командном спринте наши девушки взяли золото. Последним стартом сезона оказался чемпионат России по многоборью, где Елена заняла 4-е место.
В октябре 2018 года Елена впервые стала чемпионкой России в командной гонке и в командном спринте. В марте 2019 года одержала победу в финале Кубка России в забеге на 3000 метров и в командном спринте, а через две недели стала бронзовым призёром на чемпионате России в классическом многоборье. В ноябре 2019 года она вновь выиграла чемпионат России на отдельных дистанциях в командной гонке и в командном спринте, а также выиграла «серебро» в масс-старте. Еранина заняла 1 место в Финале Кубка России в забеге на 1500 метров.
В феврале 2020 года она участвовала на VI Всероссийской зимней Универсиаде в Челябинске и выиграла «золото» на дистанциях 1500, 3000 метров, в командной гонке и в командном спринте. В начале следующего сезона на чемпионате России на отдельных дистанциях Елена стала первой в командной гонке и третьей в масс-старте, а в январе 2021 года стала бронзовым призёром в забеге на 3000 метров на Кубке мира в дивизионе «В». В феврале дебютировала на чемпионате мира на отдельных дистанциях, где заняла 16-е места в забеге на 3000 метров и в масс-старте.
В марте 2021 года Елена Еранина стала серебряным призёром на чемпионате России в классическом многоборье. В октябре 2021 года выиграла «бронзу» на чемпионате России на отдельных дистанциях в забеге на 3000 метров. В марте в финале Кубка России заняла 2-е место на дистанции 1500 метров, а 20 марта завоевала бронзовую медаль в абсолютном зачёте на чемпионате России в классическом многоборье.
В декабре 2022 года на чемпионате России на отдельных дистанциях 26-летняя спортсменка выиграла «серебро» в командной гонке и «бронзу» в масс-старте. В январе 2023 года Еранина второй год подряд заняла 3-е место в многоборье на чемпионате страны. В сезоне 2023/2024 на чемпионате страны выиграла золотую медаль в командном спринте, серебряную в масс-старте и бронзовую в командной гонке. В январе 2024 года на чемпионате России в спринтерском многоборье выиграла бронзовую медаль, а в феврале на II Всероссийской Спартакиаде сильнейших она стала серебряным призёром в масс-старте.
В марте в финале Кубка России в общем зачёте стала 2-й в забеге на 1000 метров. В сезоне 2024/2025 на чемпионате России на отдельных дистанциях Еранина в очередной раз выиграла командный спринт, стала второй в забеге на 1000 метров и третьей в командной гонке.

## Личная жизнь
Елена Еранина выпускница Государственного социально-гуманитарного университета в Коломне. В 2020 году выбрана человеком года в Муроме. Она магистрант Сибирского государственного университета физической культуры и спорта в области тренерской деятельности и является спортсменом-инструктором в МБУ «СШООР имени А. А. Прокуророва».